# Dariusz Wójcik (rysownik)
Dariusz Wójcik (ur. 14 sierpnia 1975 w Kożuchowie) – polski rysownik satyryczny, designer, fotograf, właściciel agencji reklamowej.
Debiutował w 1988 na łamach „Szpilek”. Publikuje we „Wprost”, „Fantastyce”, „Autoexpercie”. Ilustrował książki „Besinnliches und Heiteres aus der Antike” prof. Horsta Dietera, „Vademecum poszukiwacza skarbów” (wersję polsko- i rosyjskojęzyczną Практическое руководство по поиску сокровищ и кладов), „Wielką Księgę Humoru Górskiego”, „Jak wyhodować potwora. Antyporadnik dla rodziców”. Od lat mieszka i pracuje w Zielonej Górze.

## Twórczość

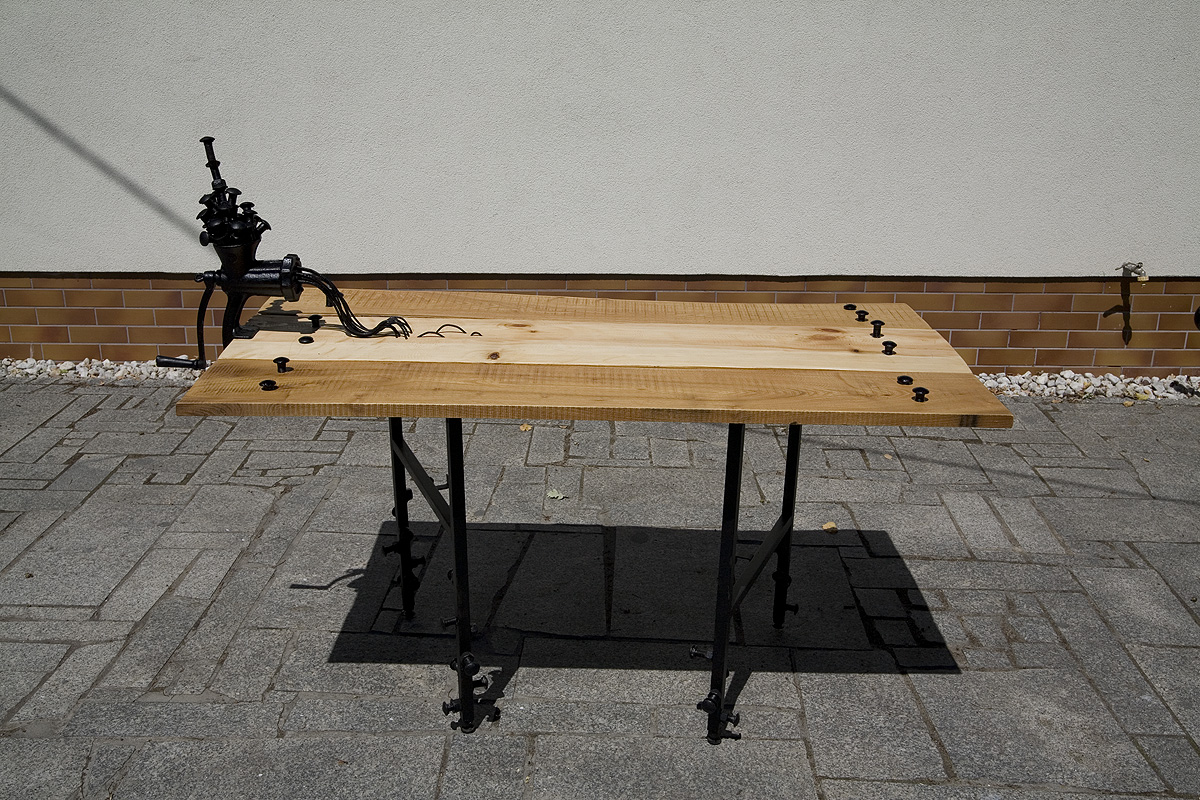
Stół "Daliżarcie"

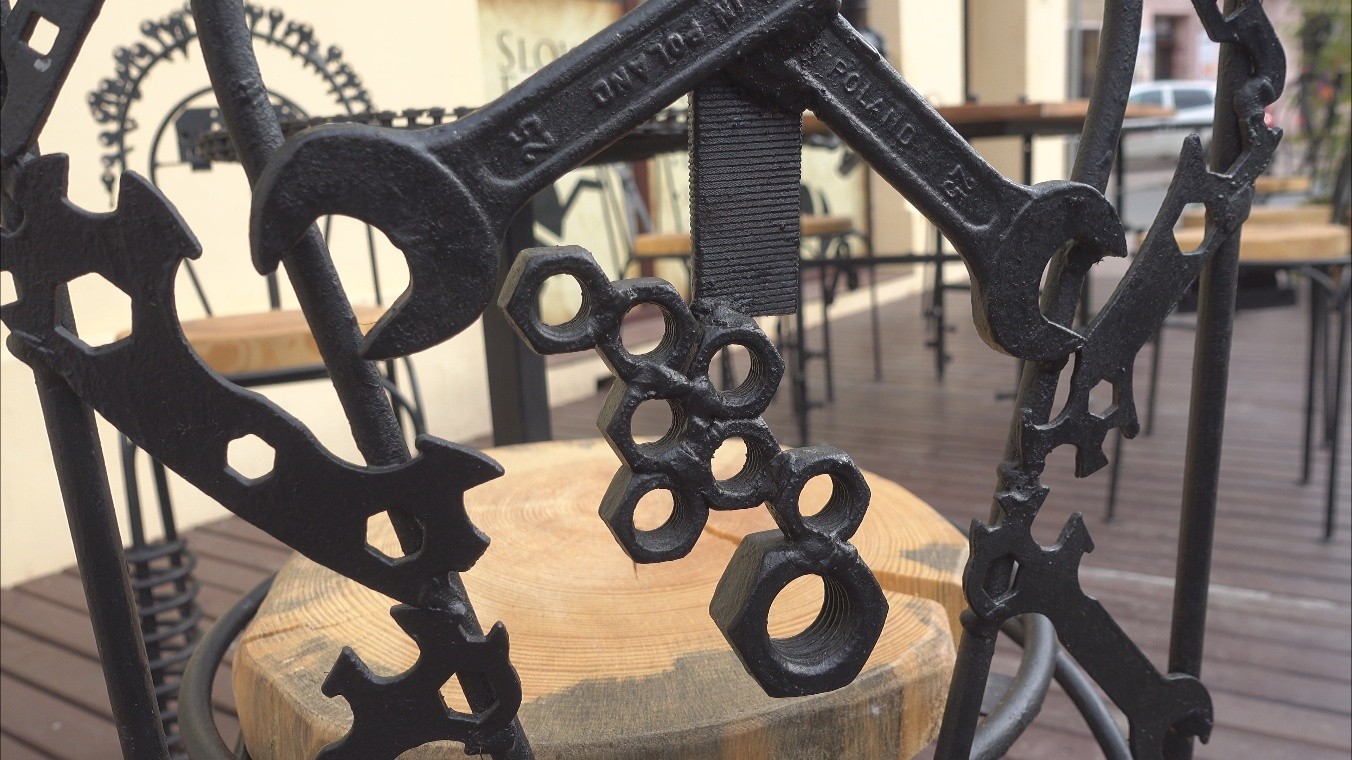
Krzesło "Kraft"

### Sztuki audiowizualne
Od 2015 roku prowadzi kanał youtubowy SurvivaKettleSK promujący aktywny spędzanie wolnego czasu na łonie przyrody, serwując porady z zakresu przetrwania i promując turystykę spod znaku Slow Life. Regionalne piesze podróże mało popularnymi szlakami województwa lubuskiego, przeplatają się z relacjami z wypraw kajakowych i górskich w Polsce i za granicą.

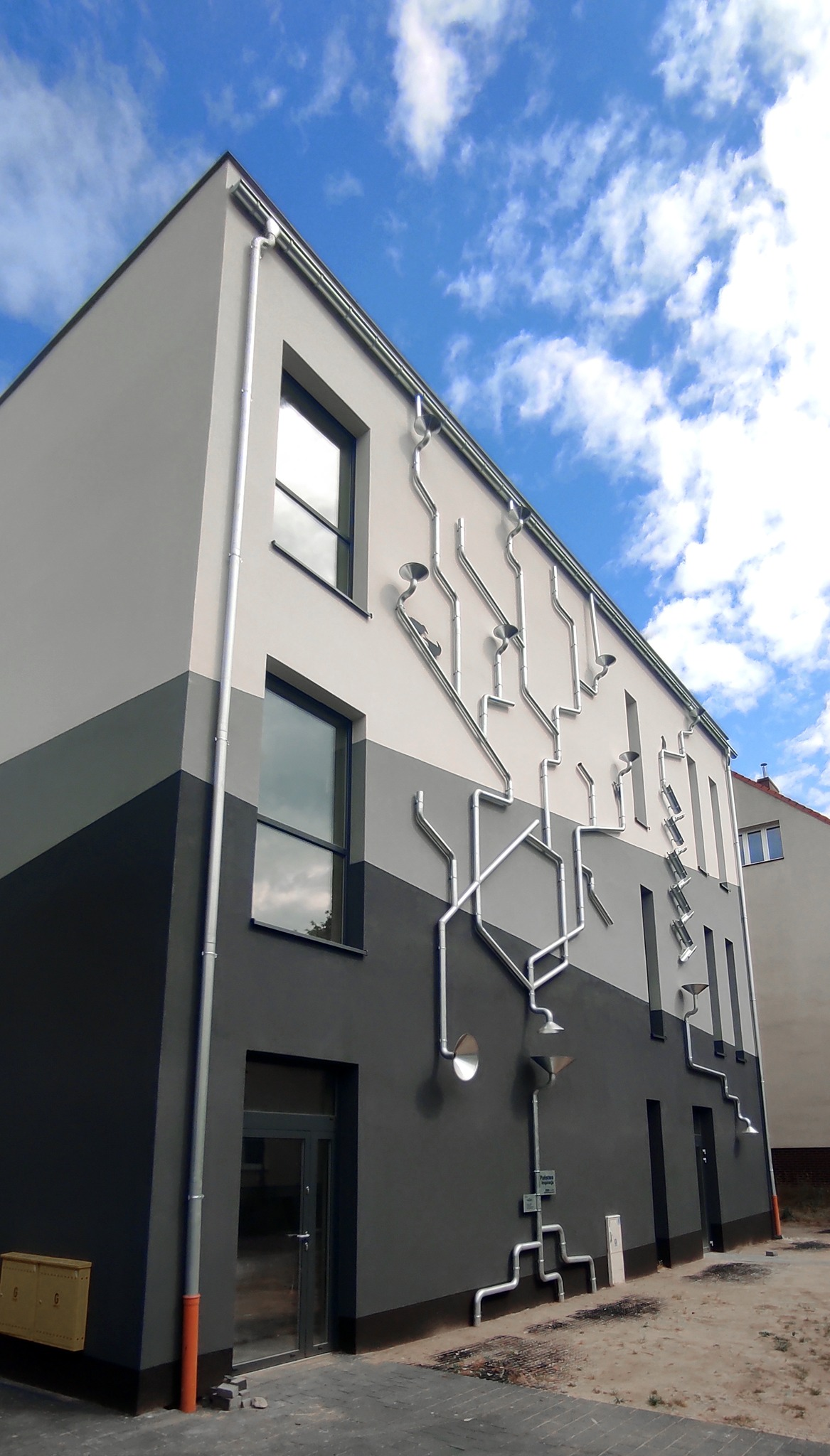
Instalacja artystyczna pt. "Państwo Inspiracja"

Twórca animacji do covera utworu "Piątek" Tomasza Lewandowskiego, wykorzystując minimalistyczną stylistykę opartą o typową dla autora kreskę jaka wyróżnia jego prace.

### Działalność społeczna
Założyciel Fundacji "Wolny Turysta"  mającej na celu integracje środowiska turystycznego wokół przedsięwzięć aktywizujących społeczność bazując idei bushcraftu i turystyki lokalnej.
Czynny uczestnik konwentów bushcraftowych; II Konwent Bushcraft Poland, Konwent Survival "Ścieżki", Spotkanie Leśnych Ludzi w Lubiążu  i zlotów turystów motocyklowych IZI Meeting w Grodźcu. 

### Projektowanie
Twórca produktów i marki Survival Kettle, oferującej sprzęt turystyczny na ogólnodostępne paliwo (patyki, szyszki itp.)
Stworzył markę Komuto, w ramach której powstały steampunkowe rzeźby-meble (krzesła, stoły, lampy) wykorzystujące surowce wtórne i nadając im drugie, funkcjonalne życie.

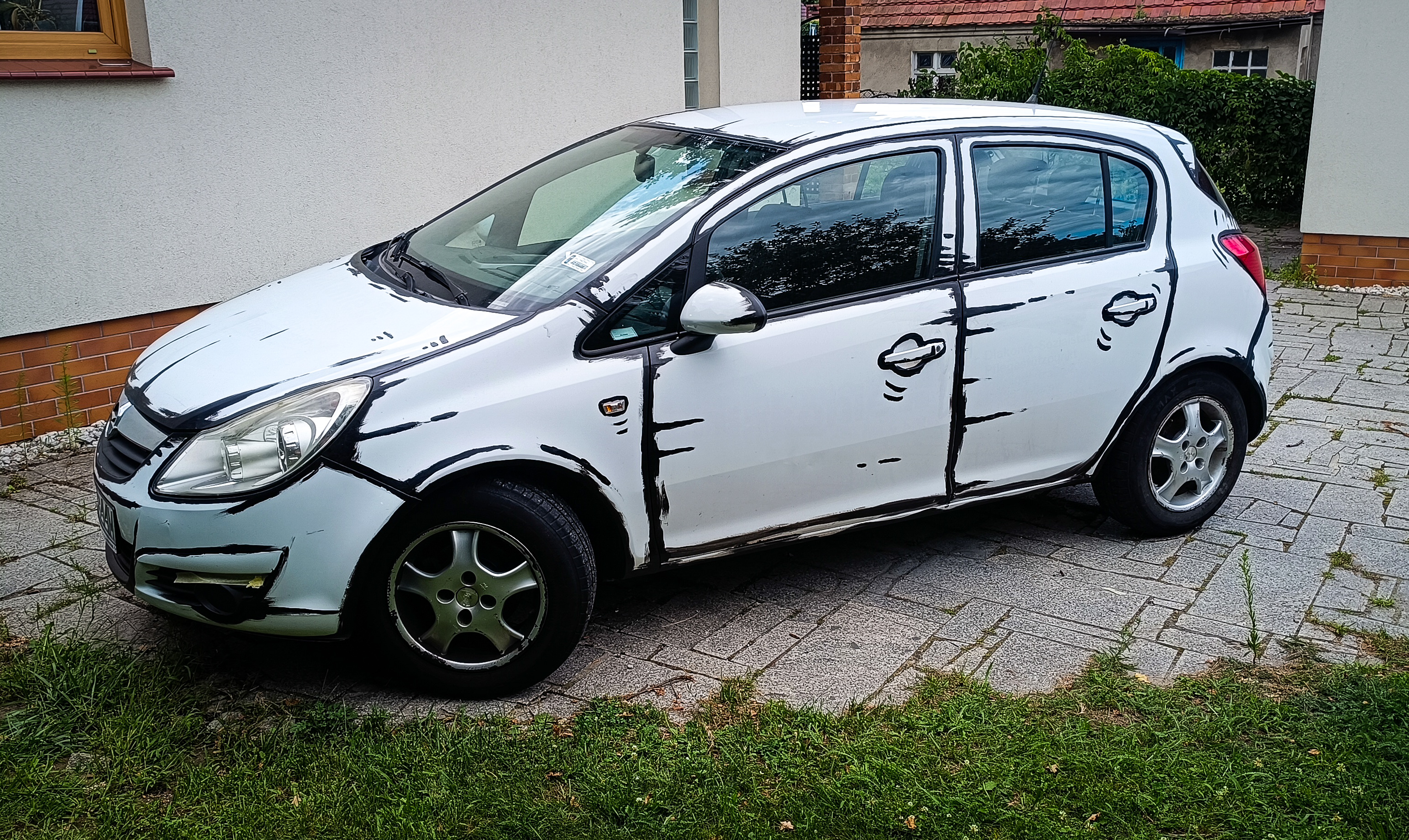
"CarToon" Dariusza Wójcik

## Nagrody i wyróżnienia
- Międzynarodowy Konkurs na Rysunek Satyryczny „Jaka bede…” – II miejsce (2002 r.)[16]

## Ilustracje
- Adrian Markowski "Na dzielenie sposób nowy, samo wchodzi ci do głowy. Łatwa nauka dzielenia"[17]
- Adrian Markowski "Na tabliczkę sposób nowy, sama wchodzi ci do głowy. Łatwa nauka tabliczki mnożenia"[18]
- Adrian Markowski "Na tabliczkę sposób łatwy, bez wkuwania szóstka z matmy"[19]